# Nikolái Vasíliev
Nikolái Aleksándrovich Vasíliev en ruso: Николай Александрович Васильев también transcrito Vasil'ev, Vassilieff o Wassilieff (Kazán, 11 de julio de 1880-31 de diciembre de 1940) fue un lógico, filósofo, sicólogo y poeta ruso simbolista, precursor de la lógica paraconsistente y la lógica polivalente.

## Primeros años
Su padre fue era un profesor de matemáticas muy conocido, Aleksandr Vasíliev; su abuelo fue el destacado sinólogo Vasili Vasíliev; y su bisabuelo fue el prominente astrónomo Iván Simónov, quien trabajó cercanamente con Nikolái Lobachevski.
Deseando ser sicólogo, Vasíliev ingresó en 1906 en las facultades de Medicina y de filología histórica de la Universidad de Kazán, donde le ofrecieron un cargo como docente privado. 
Siendo estudiante, Vasíliev se entusiasmó con la poesía y el simbolismo; escribió y publicó algunos libros de versos, como por ejemplo, El anhelo por la eternidad. Tradujo los poemas de Émile Verhaeren y Algernon Swinburne.

## Aportes a la Lógica
Aunque Vasíliev reseñó la Lógica de Relativos de Charles Peirce en 1897, fue solo en 1908 que se dedicó por completo a la lógica.
El 18 de mayo de 1910 Vasíliev dictó una conferencia (publicada en octubre del mismo año) Sobre los Juicios Parciales, sobre el Triángulo de opuestos y sobre la Ley del Cuarto Excluido, en la cual por primera vez expuso la idea de una lógica no-aristotélica, libre del principio del tercero excluido y del principio de no contradicción. Razonando por analogía con el de la geometría de geometría imaginaria de Lobachevski, Vasíliev llamó a su nueva lógica «imaginaria», para afirmar que era válida en aquellos mundos donde las leyes antedichas no se sostenían, porque los seres tenían otros tipos de sensaciones. Distinguió niveles de razonamiento lógico e introdujo la noción de metalógica.
Vasíliev viajó entre 1912 y 1913 por Europa, principalmente por Alemania y publicó sus obras sobresalientes Lógica y Metalógica y Lógica imaginaria (no-aristotélica). Vasíliev construyó la lógica no-aristotélica usando los conceptos y los métodos de razonamiento de la lógica de Aristóteles, de los logros de la lógica matemática y siempre estudió concienzudamente las obras de Ernst Schröder, pero no intentó formalizar la lógica «imaginaria».
Su único trabajo escrito en un idioma extranjero —en inglés— un resumen conciso de su «lógica imaginaria», fue publicado en Nápoles en 1924.

## Últimos años
En 1914, al estallar la I Guerra Mundial, Vasíliev fue reclutado por el ejército del Zar, por lo que fue afectado seriamente por una enfermedad mental. Sin embargo, logró volver a enseñar en la Universidad de Kazán, pero en 1922 fue jubilado forzadamente, cuando apenas tenía 42 años, lo cual hizo agravar su trastorno bipolar, de manera que pasó los siguientes 20 años, hasta su muerte, en un hospital psiquiátrico. No se sabe en qué lugar fue enterrado.
Las ideas pioneras de Vasíliev fueron redescubiertas en 1960 y conformaron la base de la lógica paraconsistente. Varios expertos consideran que su obra fue también un aporte a la lógica polivalente. El estilo informal y la riqueza conceptual de la obra de Vasíliev la hacen especialmente valiosa.